# Sosuga pararubulavirus
Sosuga pararubulavirus (SOSV) е вид от семейство Paramixoviridae, който се предава на хората. Смята се, че египетският плодояден прилеп (Rousettus aegyptiacus) е естествен резервоар на вируса.

## История
През август 2012 г., след шестседмично пътуване в Южен Судан и Уганда за събиране на прилепи и гризачи с цел научна дейност, американски биолог, занимаващ се с дива природа се разболява със симптоми, включващи треска, отпадналост, главоболие, болка, скованост във врата и възпалено гърло. След завръщането си в САЩ тя е приета в болница, където скоро получава макулопапулозен обрив и орофарингеална язва. Чрез стандартните диагностични тестове са изключени няколко подозрителни инфекции, включително Ебола и Марбург. Генетично секвениране идентифицира нов вирус. За да се определи източникът, тъканни проби от прилепите, събрани през триседмичния период преди заболяването, са изследвани за присъствието на потенциално нов вирус по този начин се установило, че няколко египетски плодоядни прилепи са дали положителни проби. По-късен анализ на исторически проби от тези прилепи от места в Уганда открива допълнителни положителни индивиди, което предполага, че този вид може да е естествен резервоар за SOSV.

## Име на вируса
Вирусът е кръстен Sosuga от комбинацията на имената на географския регион, където е открит – South Sudan, Uganda – SOSUGA.

## Вирусология
SOSV е РНК pararubolavirus принадлежащ към семейство Paramyxoviridae. Геномът му е типичен за този вид вируси и включва 6 гена – N, V/P, M, F, HN и L, чиято транскрипция генерира общо 7 протеина.

## Протичане на заразата в естествения резервоар
Експериментални изследвания показват, че при прилепи заразени със вируса се открива вирусна репликация в малкото черво и в слюнковите жлези, без индикации на симптоматично заболяване – характерна черта за естествен резервоар на патогенен вирус, предполагаща наличието на т. нар. “болестна толерантност” (disease tolerance) при прилепи преносители на заразни вирусни инфекции.

## Протичане на заразата при хората
До момента е известен един-единствен потвърден случай на инфекция на човек със SOSV. След научна експедиция с цел изследване на прилепни колонии в Южен Судан и Уганда, биоложка на 25 годишна-възраст развива симптоми на остро вирусно заболяване със следните симптоми: висока температура, световъртеж, главоболие, мускулни болки, болки във врата, металически вкус в устата и възпалено гърло. Медицински изследвания не откриват допълнителни показатели свързани с бъбречна, сърдечна или дихателна функция. От втория ден на хоспитализация, пациентката развива макулопапуларен обрив по корема, малки язви по небцето на устата и диария. Високата температура, с лечение в болница, е продължила до деветия ден от хоспитализация след продължително лечение с различни лекарства.
За момента не съществува ваксина срещу SOSV. Експериментални научни изследвания с вируса могат да се провеждат само в условия на най-високото четвърто ниво на биобезопасност (Biosafety Level 4).